# Jake Oettinger
Pour les articles homonymes, voir Oettinger (homonymie).
Jakob Oettinger (né le 18 décembre 1998 à Lakeville dans l'État du Minnesota) est un joueur professionnel américain de hockey sur glace. Il évolue au poste de gardien de but.

## Biographie

### Carrière de joueur
Oettinger dispute deux saisons complètes (2014 à 2016) avec la United States National Development Team chez les moins de 17 ans et les moins de 18 ans. En 2016-2017, il entreprend sa carrière universitaire avec les Terriers de Boston dans la NCAA. Classé comme le meilleur gardien nord-américain disponible au repêchage d'entrée dans la LNH 2017, il est sélectionné au 1er tour, 26e choix au total, par les Stars de Dallas.

### Carrière internationale
Il remporte une médaille d'or avec équipe des États-Unis au Championnat du monde -18 ans en 2015 et une médaille de bronze en 2016. Il récolte une médaille d'or avec l'équipe américaine au Championnat du monde junior en 2017.

## Statistiques

### En club
| Saison    | Équipe             | Ligue |    | Saison régulière | Saison régulière | Saison régulière | Saison régulière | Saison régulière | Saison régulière | Saison régulière | Saison régulière | Saison régulière | Saison régulière |    | Séries éliminatoires | Séries éliminatoires | Séries éliminatoires | Séries éliminatoires | Séries éliminatoires | Séries éliminatoires | Séries éliminatoires | Séries éliminatoires | Séries éliminatoires |
| Saison    | Équipe             | Ligue | PJ | V                | D                | Pr/N             | Min              | BC               | Moy              | % Arr            | Bl               | Pun              | PJ               | V  | D                    | Min                  | BC                   | Moy                  | % Arr                | Bl                   | Pun                  |                      |                      |
| 2015-2016 | USNTDP Juniors     | USHL  | 15 | 11               | 3                | 0                | 858              | 32               | 2,24             | 91,9             | 1                | -                | -                | -  | -                    | -                    | -                    | -                    | -                    | -                    | -                    |                      |                      |
| 2015-2016 | USNTDP U18         | USDP  | 37 | 25               | 8                | 1                | 2 038            | 81               | 2,38             | 90,8             | 2                | -                | -                | -  | -                    | -                    | -                    | -                    | -                    | -                    | -                    |                      |                      |
| 2016-2017 | Terriers de Boston | NCAA  | 35 | 21               | 11               | 3                | 2131             | 75               | 2,11             | 92,7             | 4                | 2                | -                | -  | -                    | -                    | -                    | -                    | -                    | -                    | -                    |                      |                      |
| 2017-2018 | Terriers de Boston | NCAA  | 38 | 21               | 13               | 4                | 2 325            | 95               | 2,45             | 91,5             | 5                | 2                | -                | -  | -                    | -                    | -                    | -                    | -                    | -                    | -                    |                      |                      |
| 2018-2019 | Terriers de Boston | NCAA  | 36 | 16               | 16               | 4                | 2 110            | 86               | 2,45             | 92,6             | 4                | 0                | -                | -  | -                    | -                    | -                    | -                    | -                    | -                    | -                    |                      |                      |
| 2018-2019 | Stars du Texas     | LAH   | 6  | 3                | 2                | 2                | 364              | 15               | 2,47             | 89,5             | 0                | 2                | -                | -  | -                    | -                    | -                    | -                    | -                    | -                    | -                    |                      |                      |
| 2019-2020 | Stars de Dallas    | LNH   | -  | -                | -                | -                | -                | -                | -                | -                | -                | -                | 2                | 0  | 0                    | 36                   | 0                    | 0                    | 100                  | 0                    | 0                    |                      |                      |
| 2019-2020 | Stars du Texas     | LAH   | 38 | 15               | 16               | 8                | 2 104            | 90               | 2,57             | 91,7             | 3                | 2                | -                | -  | -                    | -                    | -                    | -                    | -                    | -                    | -                    |                      |                      |
| 2020-2021 | Stars de Dallas    | LNH   | 29 | 11               | 8                | 7                | 1 604            | 63               | 2,36             | 91,1             | 1                | 4                | -                | -  | -                    | -                    | -                    | -                    | -                    | -                    | -                    |                      |                      |
| 2021-2022 | Stars de Dallas    | LNH   | 48 | 30               | 15               | 1                | 2 708            | 114              | 2,53             | 91,4             | 1                | 0                | 7                | 3  | 4                    | 430                  | 13                   | 1,81                 | 95,4                 | 1                    | 0                    |                      |                      |
| 2021-2022 | Stars du Texas     | LAH   | 10 | 4                | 5                | 1                | 596              | 26               | 2,62             | 91,3             | 0                | 0                | -                | -  | -                    | -                    | -                    | -                    | -                    | -                    | -                    |                      |                      |
| 2022-2023 | Stars de Dallas    | LNH   | 62 | 37               | 11               | 11               | 3 645            | 143              | 2,35             | 91,9             | 5                | 2                | 19               | 10 | 9                    | 1 078                | 55                   | 3,06                 | 89,5                 | 1                    | 0                    |                      |                      |

### En équipe nationale
| Année | Équipe              | Compétition                   |   | PJ | V | D | Min | BC   | Moy  | % Arr | Bl | Pun                |  | Résultat |
| 2016  | États-Unis - 18 ans | Championnat du monde - 18 ans | 4 | 4  | 0 |   |     | 1,5  | 93,4 | 1     |    | Médaille de bronze |  |          |
| 2018  | États-Unis - 20 ans | Championnat du monde junior   | 3 | 1  | 0 |   |     | 2,77 | 88,9 | 0     |    | Médaille de bronze |  |          |
| 2021  | États-Unis          | Championnat du monde          | 3 | 3  | 0 |   |     | 1,37 | 93,4 | 0     |    | Médaille de bronze |  |          |

## Trophées et honneurs personnels

### NCAA
- 2016-2017 :
  - nommé dans l'équipe des recrues de H-East
  - nommé dans la deuxième équipe d'étoiles de H-East

### Ligue nationale de hockey
- 2023-2024 : participe au 68e Match des étoiles